# Selenops aztecus
Espèce
Selenops aztecus est une espèce d'araignées aranéomorphes de la famille des Selenopidae.

## Distribution
Cette espèce est endémique du Veracruz au Mexique,.

## Description
Le mâle holotype mesure 8,60 mm.

## Étymologie
Cette espèce est nommée en référence aux Aztèques.

## Publication originale
- Valdez-Mondragón, 2010 : Two new species of spiders of the genus Selenops Latreille, 1819 (Araneae: Selenopidae) and redescription of Selenops scitus Muma, 1953 from Mexico. Zootaxa, no 2334, p. 47-58.